# 茨城県沖地震

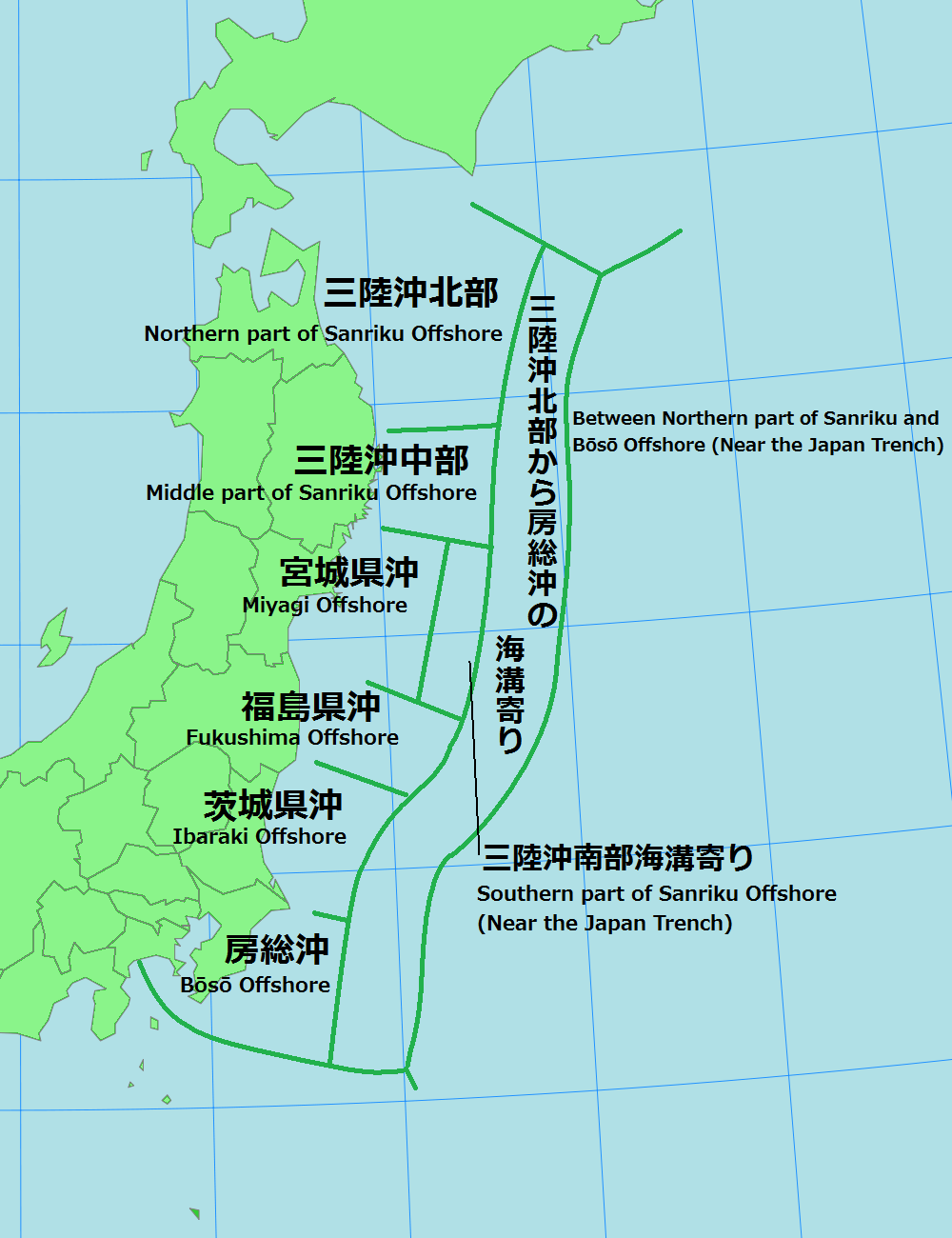
地震調査委員会による分類の地図。茨城県沖の位置。

茨城県沖地震（いばらきけんおきじしん）とは、茨城県沿岸沖合を震源として起こる地震で、過去に数回発生している。このため、本記事においては発生年を付して「西暦年茨城県沖地震」と呼称することにより区別する。

## 概要
茨城県沖では太平洋プレートと陸のプレート（北アメリカプレート）境界で、M6.7 - 7.2の地震が繰り返し発生している。震源位置などから1920年代、1943年、1960年代、1982年、2010年前後の地震がこのタイプの地震とみられ、ほぼ同じ震源域を持っていると考えられる。この震源域には少なくとも2つのアスペリティがあると考えられ、同時あるいはある程度の間隔で破壊されるとみられる。平均発生間隔は17.6年で、2021年現在、30年以内にM7.0〜7.5の地震が発生する可能性は80%である。
また、茨城県沖では日本海溝から太平洋プレートが、日本列島（東日本以北）を載せている陸のプレート（北アメリカプレート）の下に沈み込んでおり、茨城県の南部ではフィリピン海プレートが相模トラフから前述の2つのプレートの間に割り込む形で沈み込んでいて、複雑な構造になっている。このことから付近一帯は地震の巣とも呼ばれる、地震活動が活発な地域である。
さらに茨城県沖は2011年3月11日に発生した東北地方太平洋沖地震 (Mw9.0) の震源域となっており、同地震（本震）発生直後にはMw7.7の余震と見られる地震も起きている。地震調査研究推進本部では今後もM7を越える余震が発生する可能性があるとしている。

## 主な地震

### 1896年
1896年（明治29年）1月9日22時17分頃に発生した地震。地震の規模はマグニチュード M7.0。
| 震度 | 都道府県 | 観測所         |
| ---- | -------- | -------------- |
| 強   | 千葉県   | 海上郡銚子町   |
| 強   | 栃木県   | 宇都宮市       |
| 強   | 東京府   | 東京市         |
| 強   | 福島県   | 北会津郡若松町 |
| 強   | 山梨県   | 甲府市         |
| 強   | 新潟県   | 新潟市         |
| 強   | 秋田県   | 秋田市         |

### 1923年
1923年（大正12年）6月2日2時24分頃に北緯35度55.7分 東経141度29.0分 / 北緯35.9283度 東経141.4833度で発生した地震。震源の深さは36 km、地震の規模はM7.1。約3時間後の同日5時15分に北緯35度44.1分 東経141度14.8分 / 北緯35.7350度 東経141.2467度でM 6.8、最大震度5の余震が発生。
| 震度 | 都道府県 | 観測所 |
| ---- | -------- | ------ |
| 4    | 千葉県   | 銚子   |

### 1924年
1924年（大正13年）8月15日03時02分頃に北緯36度24.5分 東経141度23.9分 / 北緯36.4083度 東経141.3983度で発生した地震。地震の規模はM7.2。本震の約9分前（2時53分）にM5.6の前震が発生していた。本震から約5時間後の同日08時27分にM6.8、10日後の8月25日にM6.7の余震が発生。
| 震度 | 都道府県 | 観測所 |
| ---- | -------- | ------ |
| 5    | 福島県   | 小名浜 |
| 4    | 福島県   | 福島   |

### 1943年
1943年（昭和18年）4月11日23時46分ごろに北緯36度14.6分 東経141度25.7分 / 北緯36.2433度 東経141.4283度で発生した地震。震源の深さは約9 km。地震の規模はM6.7。
| 震度 | 都道府県 | 観測所             |
| ---- | -------- | ------------------ |
| 4    | 福島県   | 福島・小名浜       |
| 4    | 茨城県   | 柿岡・筑波山測候所 |

### 1961年
1961年（昭和36年）1月16日16時20分頃に北緯36度7.9分 東経141度46.5分 / 北緯36.1317度 東経141.7750度で発生した地震。震源の深さは約48 km。地震の規模はM6.8。
| 震度 | 都道府県 | 観測所           |
| ---- | -------- | ---------------- |
| 4    | 茨城県   | 柿岡・館野観測所 |
| 4    | 千葉県   | 銚子             |

18日20時19分頃にM 6.4、21時12分頃にM 6.5。19日0時41分頃にM 6.5と規模の大きな地震が続発した。この地震で2つのアスペリティのうち東側が破壊されたとみられる。明瞭な津波は観測されなかった。

### 1965年
1965年（昭和40年）9月18日1時21分頃に北緯36度19.0分 東経141度28.0分 / 北緯36.3167度 東経141.4667度で発生した地震。震源の深さは約40 km。地震の規模はM 6.7。
| 震度 | 都道府県 | 観測所                   |
| ---- | -------- | ------------------------ |
| 4    | 福島県   | 福島・郡山・白河・小名浜 |
| 4    | 茨城県   | 水戸・柿岡               |
| 4    | 千葉県   | 銚子                     |

この地震で2つのアスペリティのうち西側が破壊されたとみられる。

### 1982年
1982年（昭和57年）7月23日23時23分ごろに北緯36度11.0分 東経141度57.0分 / 北緯36.1833度 東経141.9500度で発生した地震。震源の深さは約30 km。地震の規模はM7.0。
| 震度 | 都道府県 | 観測所             |
| ---- | -------- | ------------------ |
| 4    | 福島県   | 福島・郡山・小名浜 |
| 4    | 茨城県   | 水戸・柿岡         |
| 4    | 千葉県   | 銚子               |

### 2008年
2008年（平成20年）5月8日1時45分に北緯36度13.7分、東経141度36.5分で発生した地震。震源の深さ約51km。、地震の規模はマグニチュード (Mj) 7.0、モーメントマグニチュード (Mw) 6.9。茨城県水戸市・栃木県茂木町で震度5弱を観測した。また前震活動が活発で5月7日夕方ごろからM4から M5の地震が発生し、直前の1時2分には、北緯36.23度・東経 141.95度でM6.4、震源の深さ約60km、1時16分にはM6.3、震源の深さ18 kmの地震が発生している。ともに、プレート間地震。2つのアスペリティのうち前震で東側の領域、本震で西側の領域が破壊されたとみられる。
本震に対しては緊急地震速報が発表され、関東地方のほとんどと東北地方の一部が対象地域となった。高度利用者向け緊急地震速報は多くの対象地域で主要動が到達する前に発表されたが、一般向け緊急地震速報は発表するまで、およそ1分程度時間がかかり、ほとんどの対象地域で地震の主要動に間に合っていなった。
また、震度5弱を観測した栃木県茂木町の観測について、数百メートル程度離れたところにある別の観測機では震度3の揺れだったこと、設置環境不備などにより当該観測点を移設することになった。
| 震度 | 都道府県 | 観測点名 |
| ---- | -------- | --- |
| 5弱  | 茨城県   | 水戸市内原町 |
| 5弱  | 栃木県   | 茂木町小井戸 |
| 4    | 宮城県   | 栗原市金成・登米市迫町・宮城美里町木間塚・大崎市松山・角田市角田・岩沼市桜・蔵王町円田・大河原町新南・丸森町鳥屋・石巻市門脇・石巻市桃生町 |
| 4    | 福島県   | 福島市松木町・福島市桜木町・福島市五老内町・郡山市開成・郡山市湖南町・白河市新白河・白河市表郷・須賀川市岩瀬支所・二本松市針道・国見町藤田・田村市大越町・田村市都路町・いわき市小名浜・いわき市錦町・葛尾村落合関下・南相馬市鹿島区・南相馬市小高区・会津若松市古川町・猪苗代町城南・猪苗代町千代田 |
| 4    | 茨城県   | 水戸市金町・水戸市千波町・水戸市中央・日立市助川小学校・日立市役所・常陸太田市金井町・常陸太田市高柿町・高萩市安良川・笠間市石井・笠間市中央・ひたちなか市南神敷台・茨城町小堤・東海村東海・常陸大宮市野口・那珂市福田・那珂市瓜連・小美玉市小川・小美玉市堅倉・小美玉市上玉里・土浦市常名・土浦市下高津・土浦市藤沢・石岡市柿岡・石岡市石岡・石岡市八郷・下妻市本城町・下妻市鬼怒・取手市寺田・取手市井野・取手市藤代・つくば市天王台・つくば市谷田部・茨城鹿嶋市鉢形・茨城鹿嶋市宮中・潮来市辻・阿見町中央・河内町源清田・坂東市山・稲敷市役所・稲敷市結佐・筑西市舟生・かすみがうら市上土田・神栖市溝口・行方市山田・行方市玉造・桜川市真壁・鉾田市鉾田・鉾田市当間・鉾田市造谷・鉾田市汲上・常総市水海道諏訪町・常総市新石下・つくばみらい市福田・つくばみらい市加藤 |
| 4    | 栃木県   | 大田原市湯津上・那須町寺子・小山市神鳥谷・二宮町石島・益子町益子・市貝町市塙・高根沢町石末・下野市田中 |
| 4    | 埼玉県   | 大利根町大利根・春日部市中央・宮代町笠原 |
| 4    | 千葉県   | 銚子市川口町・旭市ニ・旭市南堀之内・多古町多古・香取市佐原下川岸・香取市佐原諏訪台・香取市役所・香取市羽根川・香取市仁良・成田市花崎町・成田国際空港・成田市役所・印西市大森・白井市復・本埜村笠神 |

東北・関東地方の広域で震度3以上を観測したほか、北海道から奈良県・大阪府・兵庫県までの広範囲で震度1以上を観測した。大阪管区気象台においても揺れが観測されている。

### 東北地方太平洋沖地震
2011年3月11日に起きた東北地方太平洋沖地震の震源域には茨城県沖も含まれ、本震発生後から2021年3月末までに発生した多数の地震は余震として扱われ、例えば本震が発生してから29分後にこの海域で最大余震が発生している。

## その他の茨城県沖を震源とする地震
ここでは、茨城県沖を震源とするものの、地震の規模や震源域により茨城県沖地震に分類されない地震を扱う。

### 1938年
1938年5月23日午後4時18分頃、北緯36度20分 東経141度11分 / 北緯36.34度 東経141.19度を震央として発生した地震。震源の深さは0 km。地震の規模はマグニチュード (Mj) 7.0、モーメントマグニチュード
(Mw) 7.7。地震断層による最大すべり量は5.7 mと大きく、震央位置も北側にあることから繰り返し発生する地震と扱っていない。福島県小名浜で83 cmの津波を観測。
この地震を一連の塩屋崎沖地震の前駆活動としたり、塩屋崎沖地震の一つとすることもある。
| 震度 | 都道府県 | 観測所                     |
| ---- | -------- | -------------------------- |
| 5    | 福島県   | 福島・小名浜・猪苗代観測所 |
| 5    | 茨城県   | 水戸・柿岡                 |
| 4    | 岩手県   | 水沢観測所                 |
| 4    | 茨城県   | 筑波山測候所               |
| 4    | 宮城県   | 仙台                       |
| 4    | 栃木県   | 日光・足尾測候所・宇都宮   |
| 4    | 群馬県   | 前橋                       |
| 4    | 埼玉県   | 熊谷・秩父                 |
| 4    | 神奈川県 | 横浜・横須賀観測所         |
| 4    | 山梨県   | 甲府                       |

### 2000年
2000年（平成12年）7月21日（金曜日）午前3時39分ごろ（北緯36.5度、東経141.1度）に発生した地震。
震源の深さは約49 km。地震の規模はM6.4。
| 震度 | 都道府県 | 観測点名                                                                         |
| ---- | -------- | -------------------------------------------------------------------------------- |
| 5弱  | 茨城県   | 水戸市金町・水戸市中央・常陸太田市金井町・高萩市本町・笠間市石井・常陸大宮市野口 |
| 5弱  | 栃木県   | 市貝町市塙                                                                       |

また、防災科学技術研究所が設置した強震観測網によれば茂木町で震度5弱相当（計測震度4.9）の揺れを観測した。

### 2011年
東北地方太平洋沖地震の本震発生から約30分後の2011年3月11日15時15分ごろには、茨城県沖を震源とする、気象庁マグニチュード (Mj) 7.6、気象庁発表のモーメントマグニチュード (Mw) 7.7、アメリカ地質調査所 (USGS) 発表のモーメントマグニチュード7.9の地震があり、茨城県鉾田市で最大震度6強を観測するなど北海道から関西地方まで広い範囲で揺れが観測された。
この地震は東北地方太平洋沖地震の最大余震であり、西北西-東南東に圧力軸をもつ逆断層型のプレート境界型地震である。震源域は繰り返し地震のアスペリティより西側に位置し、すべり量が大きいことから繰り返し発生する地震とは扱っていない。断層の大きさは70 km四方、最大すべり量は4.9 mでおもなすべりは破壊開始点より沖合いの浅い場所で発生した。大きなすべりが起きた場所は本震のすべり域の縁辺部にある。
本震による津波の影響で、はっきりとした津波の観測記録は不明であるが、震源位置や深さ、地震の規模、メカニズム等から津波が発生したと考えられ、本震による津波の後続波に影響を与えたとみられる。
| 震度 | 都道府県 | 震度観測点 |
| ---- | -------- | --- |
| 6強  | 茨城県   | 鉾田市当間 |
| 6弱  | 茨城県   | 神栖市溝口 鉾田市鉾田 |
| 5強  | 茨城県   | 水戸市金町 水戸市千波町 水戸市中央 日立市助川小学校 笠間市中央 東海村東海 那珂市瓜連 城里町石 城里町阿波山 小美玉市小川 土浦市常名 土浦市下高津 鹿嶋市鉢形 鹿嶋市宮中 潮来市辻 稲敷市須賀津 稲敷市結佐 筑西市舟生 神栖市波崎 行方市麻生 行方市玉造 鉾田市造谷 つくばみらい市福田 |
| 5強  | 栃木県   | 真岡市石島 |
| 5強  | 千葉県   | 銚子市若宮町 東金市日吉台 旭市ニ 旭市南堀之内 旭市高生 旭市萩園 多古町多古 匝瑳市八日市場ハ 匝瑳市今泉 香取市役所 香取市羽根川 香取市仁良 成田市花崎町 |
| 5弱  | 茨城県   | 水戸市内原町 日立市役所 高萩市安良川 笠間市石井 笠間市下郷 ひたちなか市東石川 大洗町磯浜町常陸大宮市北町 常陸大宮市野口 小美玉市堅倉 土浦市藤沢 古河市下大野 石岡市柿岡 石岡市八郷 結城市結城下妻市本城町 取手市寺田 取手市井野 牛久市中央 つくば市天王台 つくば市研究学園 つくば市小茎 阿見町中央 河内町源清田 八千代町菅谷 利根町布川 坂東市山 稲敷市江戸崎甲 稲敷市柴崎 筑西市下中山 筑西市海老ヶ島 筑西市門井 かすみがうら市上土田 かすみがうら市大和田 桜川市岩瀬 桜川市真壁 桜川市羽田 |
| 5弱  | 栃木県   | 大田原市湯津上 小山市神鳥谷 真岡市田町 真岡市荒町 茂木町茂木 那須烏山市中央 下野市田中 |
| 5弱  | 千葉県   | 銚子市川口町 東金市東新宿 東金市東岩崎 神崎町神崎本宿 東庄町笹川 九十九里町片貝 芝山町小池 一宮町一宮 長生村本郷 白子町関 香取市佐原諏訪台 香取市岩部 横芝光町宮川 横芝光町横芝 山武市殿台 山武市蓮沼ハ 山武市松尾町松尾 山武市埴谷 大網白里市大網 千葉市中央区中央港 千葉市中央区都町 千葉市若葉区小倉台 成田国際空港 成田市中台 成田市役所 成田市松子 佐倉市海隣寺町 市原市姉崎 浦安市猫実 八街市八街 印西市大森 印西市笠神 栄町安食台 富里市七栄 いすみ市岬町長者                         |
| 5弱  | 福島県   | 白河市新白河 白河市東 鏡石町不時沼 |
| 5弱  | 埼玉県   | 加須市大利根 川口市中青木分室 春日部市中央 春日部市谷原新田 草加市高砂 八潮市中央 吉川市吉川 宮代町笠原 |
| 5弱  | 東京都   | 東京江戸川区中央 |
| 5弱  | 神奈川県 | 二宮町中里 |

震度6強（計測震度6.0）を観測した鉾田市当間（防災科学技術研究所が設置した震度計）では、14時46分の本震の際にも震度6強（計測震度6.4）を観測している。その後の調査により、この震度計では周辺の震度計に比べ2段階大きく震度が計測されている可能性が高いとされたため、気象庁が震度の発表を取りやめることになった。